# Tin Hinan
Tin Hinan es el nombre dado por los tuareg a una reina guerrera de prestigio del siglo IV, cuya monumental tumba se encuentra en el Sahara en Abalessa, la región de Ahaggar o Hoggar en Argelia. El nombre significa literalmente "La de las tiendas", pero puede ser una metáfora de la traducción como "La madre de la tribu" (o "de todos nosotros") o incluso "La reina del campamento" (el "campo" tal vez refiriéndose al grupo de tumbas que rodean la suya). A ella se refieren a veces como la "Reina del Hoggar" y como Tamenoukalt, que también significa reina.

## La reina del Hoggar

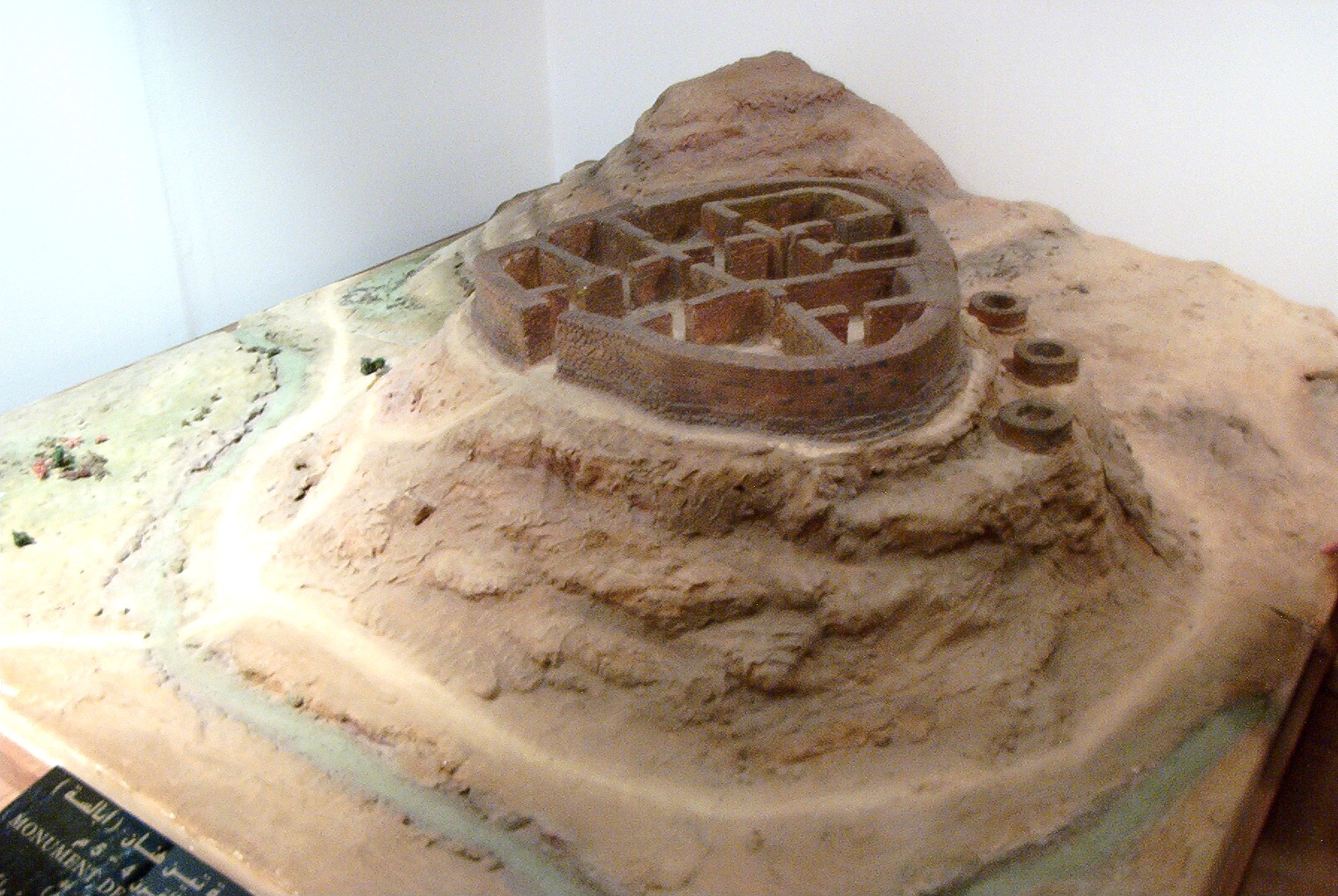
Maqueta de la tumba de Tin Hinan, en el Museo Nacional del Bardo (Argel).

La tumba de Tin Hinan fue abierta por Byron Khun de Prorok con el apoyo del ejército francés en 1925, y los arqueólogos hicieron una investigación más a fondo en 1933. Se encontró que contenía el esqueleto de una mujer en una litera de madera, tumbado de espaldas, con la cabeza mirando hacia el este. Iba acompañada de oro macizo y joyas de plata, algunas de ellas adornadas con perlas. En el antebrazo derecho llevaba siete pulseras de plata, y en su izquierda, siete pulseras de oro. Otra pulsera de plata y un anillo de oro se colocaron con el cuerpo. Los restos de un collar a destajo complejo de oro y perlas (reales o artificiales) también estuvieron presentes.
Una serie de objetos funerarios también fueron encontrados. Estas incluyen una "Venus" (estatuilla al estilo Auriñaciense similar a la Venus de Hohle Fels), una copa de cristal (perdida durante la Segunda Guerra Mundial), y una hoja de oro que llevaba el sello de una moneda romana de Constantino I emitida entre 308 y 324 d. C., fecha que coincide con la datación por carbono-14 de la cama de madera y también con el estilo de la cerámica y muebles de otra tumba cercana. La tumba está construida en un estilo muy popular en el Sahara.
Un estudio antropológico de los restos publicado en 1968 llegó a la conclusión de que era el esqueleto de una mujer de 1.72 a 1.76 metros de altura, perteneciente a una raza mediterránea, que probablemente nunca había tenido hijos y era coja debido a la deformación de las zonas lumbar y sacra. El cuerpo se encuentra ahora en el Museo del Bardo en Argel.
Los tuareg eran muy conscientes de que la tumba contenía una mujer de prestigio y una serie de leyendas sobre ella habían estado mucho tiempo en circulación en la región antes de que la tumba fuese abierta. Según una leyenda, Tin Hinan provenía de la bravas tribus de bereberes que vinieron de Tafilete, oasis en las montañas del Atlas (en el actual Marruecos), acompañada por una sirvienta llamada Takamat. En esta leyenda, Tin Hinan tenía una hija (o nieta), cuyo nombre es Kella, mientras Takamat tenía dos hijas. Estas niñas se dice que son los ancestros de los tuaregs del Hoggar. Otra versión es que Tin Hinan tuvo tres hijas (que tenían nombres totémicos que se refieren a los animales del desierto) que fueron las antepasadas tribales. Su religión musulmana es anacrónica, como lo es la afirmación de que Kella era su hija o nieta, porque la figura histórica y matriarca tribal real Kella vivió en el siglo XVII.
En el siglo XIV el historiador Ibn Jaldún registró una leyenda acerca de una reina coja llamada Tiski, que era la madre ancestral de las tribus Ahaggar, algo mucho más cercano al registro arqueológico.